# Francisco Martínez Bertomeu
Francisco Martínez Bertomeu (Altea, 21 de juny 1844 - València, 1930) fou un advocat i polític valencià, diputat a les Corts Espanyoles durant la restauració borbònica.

## Biografia
Era fill d'un notari i esdevingué membre de la noblesa per matrimoni amb Petra Lozano Sever. Es llicencià en dret a la Universitat de València i en 1873 aconseguí el càrrec de notari. Membre del Partit Liberal Fusionista, fou elegit diputat de la Diputació de València per Callosa d'en Sarrià el 1875 i 1877 i per Sagunt-Llíria de 1898 a 1903. També fou alcalde d'Altea en 1874 i de València de 1897 a 1899. A les eleccions generals espanyoles de 1901 fou elegit diputat pel districte de Llíria. Era en possessió de la gran creu de l'Orde d'Isabel la Catòlica.